# Carl Silfverstrand
Carl Johan Silfverstrand (Helsingborg, 9 d'octubre de 1885 – Helsingborg, 2 de gener de 1975) va ser un atleta i gimnasta artístic suec que va competir a començaments del segle xx.
El 1908 va prendre part en els Jocs Olímpics de Londres, on va disputar dues proves del del programa d'atletisme. En el salt de perxa fou desè, mentre en el salt de llargada finalitzà en vintena posició.
Quatre anys més tard, als Jocs d'Estocolm, va guanyar la medalla d'or en el concurs per equips, sistema suec del programa de gimnàstica.
Després de retirar-se de la competició treballà com a entrenador a Finlàndia (1919-20 i 1925-27), Dinamarca (1922-25) i Noruega (1927-36). El 1933 va rebre la ciutadania noruega, i entre 1936 i 1941 va treballar com a fisioterapeuta a Noruega.